# 밥 해리슨

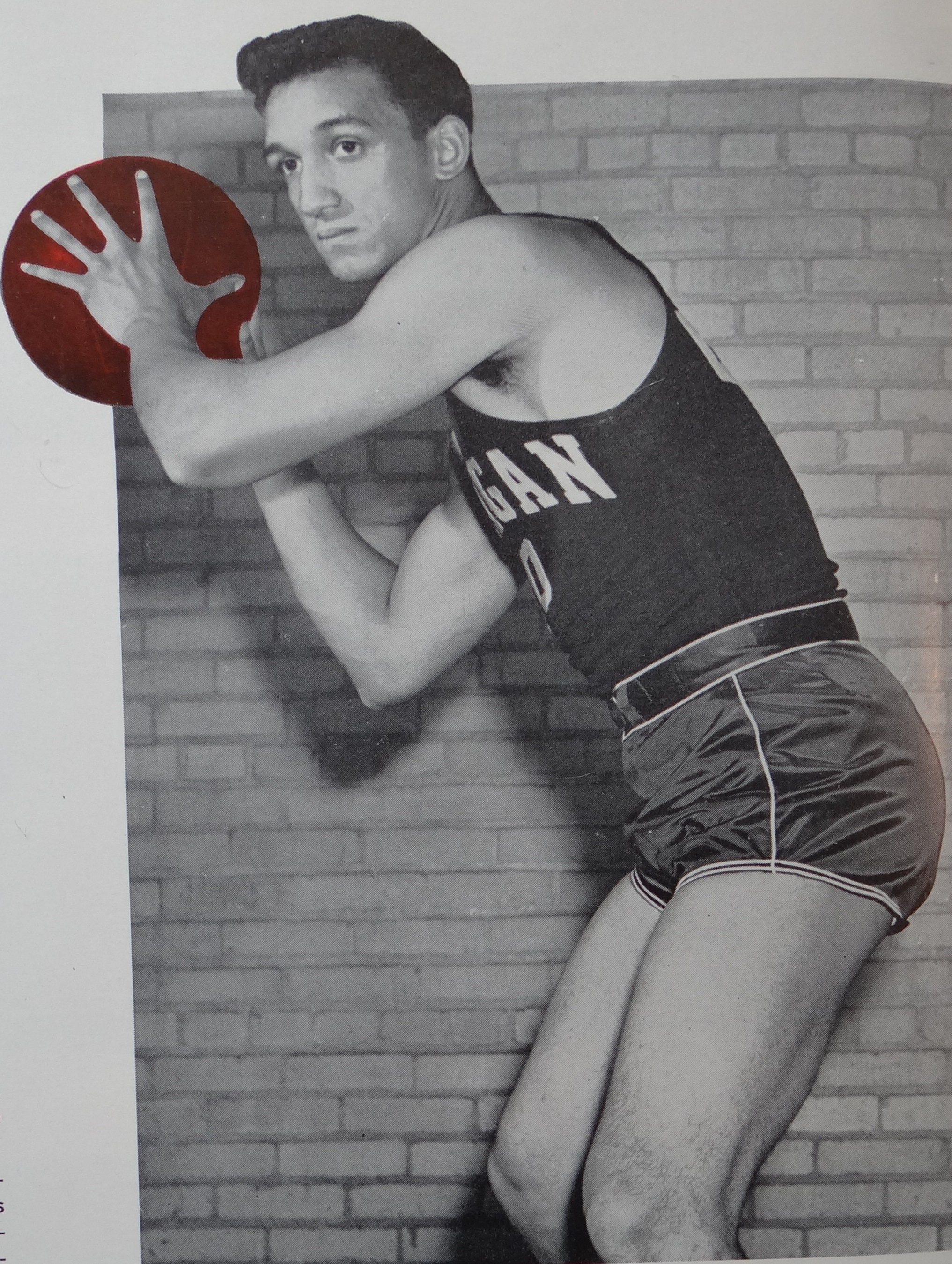
1948년 모습

밥 해리슨(Bob Harrison, 본명: 로버트 윌리엄 해리슨, Robert William Harrison, 1927년 8월 12일 ~ 2024년 3월 3일)은 미국의 프로 농구 선수였다. 미시간 대학 출신의 6'1" 가드인 해리슨은 미네아폴리스 레이커스, 밀워키 호크스, 세인트 루이스 호크스, 시러큐스 내셔널스의 일원으로 전국 농구 협회에서 9시즌(1949~1958)을 뛰었다. 그는 평균 7.2점을 기록했다. 해리슨은 1976-77년 동부 농구 협회 시즌 동안 시러큐스 센테니얼스의 감독을 맡았다.
해리슨은 나중에 케니언 칼리지와 하버드 대학교에서 농구를 코치했다.
1941년 2월 3일, 오하이오주 털리도에서 8학년이던 13세의 해리슨은 라그레인지 학교 팀이 아치 스트리트 학교를 상대로 139-8로 승리하는 동안 139점을 모두 득점했다. 이날 경기에서 그는 69개의 필드골과 1개의 자유투를 성공시켰다.
2023년 버드 그랜트(Bud Grant)가 사망한 후 그는 현존하는 가장 나이 많은 NBA 챔피언이 되었다. 해리슨은 2024년 3월 3일 96세의 나이로 사망했다.